# Skorvskär, Houtskär
Skorvskär med Skorvören är en ö i Finland. Den ligger i Skärgårdshavet och i kommunen Pargas i den ekonomiska regionen  Åboland i landskapet Egentliga Finland, i den sydvästra delen av landet. Ön ligger omkring 64 kilometer väster om Åbo och omkring 210 kilometer väster om Helsingfors.
Öns area är 17,2 hektar och dess största längd är 0,7 kilometer i nord-sydlig riktning. Ön höjer sig omkring 10 meter över havsytan.

## Sammansmälta delöar
- Skorvskär 60°18′09″N 21°08′43″Ö / 60.30259°N 21.14521°Ö
- Skorvören 60°18′18″N 21°08′51″Ö / 60.30513°N 21.14761°Ö

## Klimat
Inlandsklimat råder i trakten. Årsmedeltemperaturen i trakten är 5 °C. Den varmaste månaden är augusti, då medeltemperaturen är 16 °C, och den kallaste är februari, med −3 °C.